# Флаг Республики Косово
Флаг Республики Ко́сово (алб. Flamuri i Republikës së Kosovës, серб. Застава Републике Косово/Zastava Republike Kosovo) — один из официальных символов частично признанной Республики Косово.

## Описание
Закон об использовании Государственной символики Республики Косово, регламентирующий использование флага Республики Косово, был принят решением Ассамблеи Республики Косово 20 февраля 2008 года и обнародован Указом Президента Республики Косово 15 июня 2008 года.
Флаг Республики Косово представляет собой синее полотнище с изображённым на нём золотым силуэтом Республики Косово, с шестью серебряными пятиконечными звёздами, дугообразно расположенными над силуэтом Республики Косово. Шесть серебряных пятиконечных звёзд символизируют шесть народов, проживающих на территории Республики — албанцев, бошняков, горанцев, сербов, турок и цыган.
| Цвет        | Синий      | Золотой    | Белый   |
| ----------- | ---------- | ---------- | ------- |
| CMYK        | 98-52-0-36 | 0-19-51-18 | 0-0-0-0 |
| Hexadecimal | #034EA2    | #D2AB67    | #FFFFFF |

## Ранние варианты

До принятия современного флага Косова Армией Освобождения Косова и албанскими ирредентистами в общем использовался немного видоизменённый флаг Албании. Он же был принят в качестве флага ранней Республики Косово в период 1992—1999.

## Утверждение флага
Флаг Республики Косово появился в результате международного конкурса на лучший проект флага и эмблемы Республики Косово. В конкурсе, объявленном Временными органами самоуправления Косова, приняли участие около тысячи человек со всего мира. Основными требованиями к проекту нового флага было неиспользование цветов и символов албанцев или какой-либо другой этнической группы, проживающей на территории Косова. Из представленных на обсуждения проектов, лучшими были выбраны три.

Проект Ментора Шала (Mentor Shala) и Бесника Нули (Besnik Nuli)
Проект 2
Проект 3

В результате парламентского голосования 17 февраля 2008 года лучшим был выбран первый вариант проекта флага, дизайн которого был несколько изменён добавлением шестой звезды, и размещением звёзд дугой над силуэтом Республики Косово. Современный дизайн, на основе имеющегося проекта, разработал Мухамер Ибрагими. 20 февраля 2008 года решением Парламента Республики Косово был принят Закон об использовании Государственной символики Республики Косово, 15 июня 2008 года закон был обнародован Указом президента Республики Косово Фатмира Сейдиу.

## Другие флаги

Флаг президента Республики Косово
Флаг Сил безопасности Косова
Флаг косовской полиции